# Te vặt

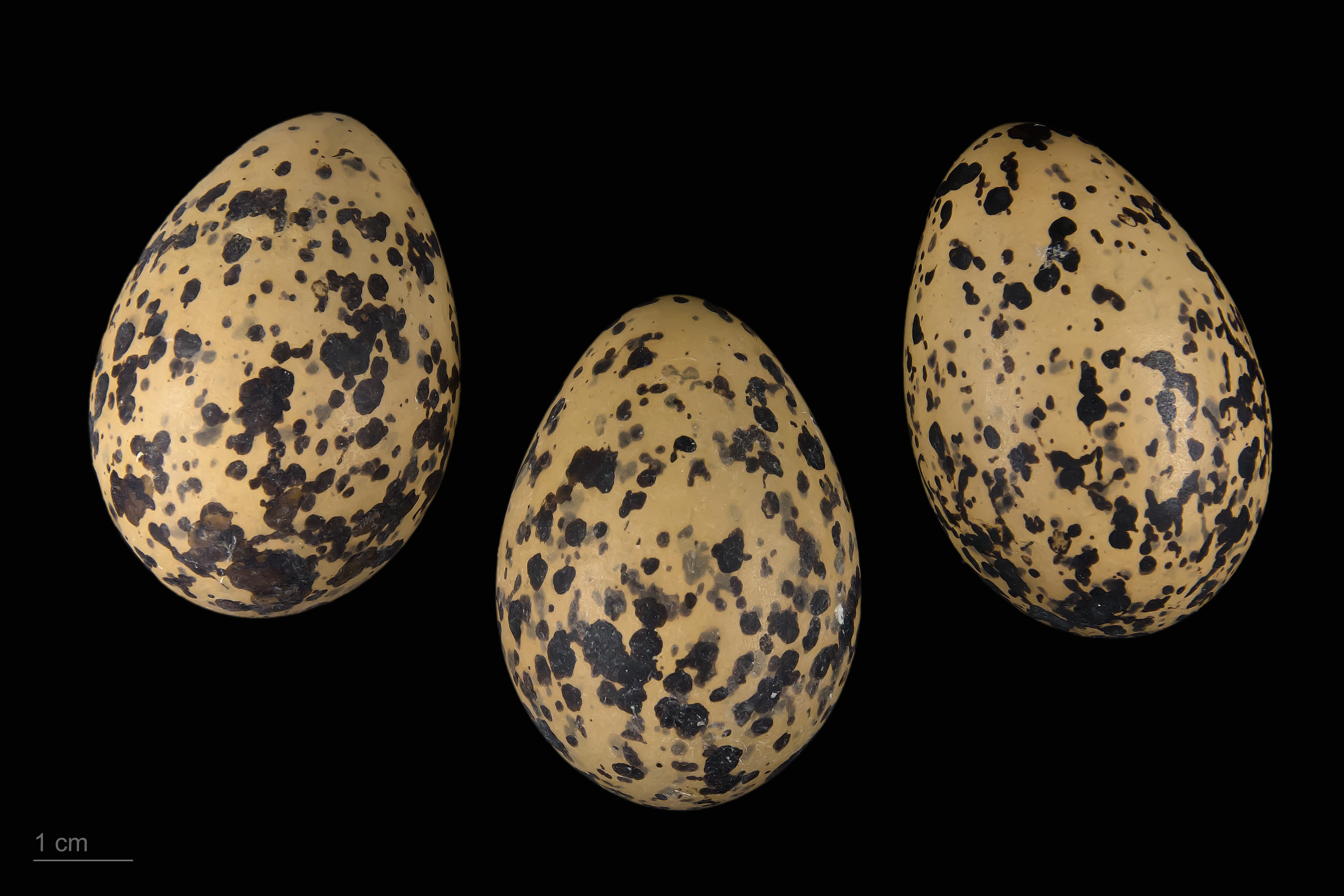
Vanellus indicus aigneri

Vanellus indicus (tên tiếng Anh: Te vặt) là một loài chim trong họ Charadriidae.
Loài này sinh sản từ Tây Á (Iraq, tây nam Iran, Ả Rập / Vịnh Ba Tư) về phía đông trên khắp Nam Á (Baluchistan, Afghanistan, Pakistan, toàn bộ Ấn Độ n tiểu lục địa đến Kanyakumari và lên đến 1800m trong Kashmir / Nepal), với một loài phân loài ở phía đông ở khu vực Đông Nam Á. Chúng có thể di chuyển theo độ cao trong mùa xuân và mùa thu (ví dụ như ở bắc Baluchistan hoặc tây bắc Pakistan), và lan ra rộng rãi trong gió mùa. vào việc tạo ra môi trường sống cần thiết, nhưng phần lớn quần thể te vặt là loài định cư.